# Cyrba algerina
Cyrba algerina är en spindelart som först beskrevs av Lucas 1846.  Cyrba algerina ingår i släktet Cyrba och familjen hoppspindlar. Inga underarter finns listade i Catalogue of Life.